# 自動化推進協会
自動化推進協会（じどうかすいしんきょうかい、英語名：Japan Association for Automation Advancement、略称：JAAA）は自動組立、工場の自動化全般に関わる、メーカー、ユーザー、コンサルタント、学者・研究者の横断的団体。生産技術者の交流と技術の普及、技術者の養成等を目的に活動している。

## 概要
自動化推進協会は1972年7月、自動組立懇話会として発足。1978年、自動化推進協会と改称。特定非営利活動法人として2004年12月24日、内閣府より認証。初代理事長は早稲田大学教授の菅野重樹。

## 支部
- 北陸支部
- 中部支部
- 関西支部

## 刊行物
自動化推進（季刊）